# Hebe corriganii
Hebe corriganii é uma espécie de planta do gênero Hebe.